# Préfecture autonome yi de Liangshan
Pour les articles homonymes, voir Liangshan.
Cette page contient des caractères spéciaux ou non latins. S’ils s’affichent mal (▯, ?, etc.), consultez la page d’aide Unicode.
La préfecture autonome yi de Liangshan (chinois simplifié : 凉山彝族自治州 ; pinyin : liángshān yízú zìzhìzhōu ; yi de Shichuan : ꆃꎭꆈꌠꊨꏦꏱꅉꍏ, translittération : niep sha nuo su zyt jie jux dde zho, API : nɛ˨˩ʂa˧ nɔ˧su˧ ʦɿ˥ʨɛ˧ ʨu˦dɪ̈˧ ʈʂʊ˧ ; nosu : ꆃꎭ, romanisé en niep sha, prononcé [nɛ²¹ʂa³³]) est une subdivision administrative du sud de la province du Sichuan en Chine.

## Histoire
Sous la dynastie Qing, cette région était contrôlée par un tusi.
En 1726, lors de la réforme appelée Gaitu guiliu, dirigée par le mandchou Ortai, sous la dynastie Qing, tentant de supprimer le système de Tusi, plus de 30 000 Yi sont massacrés dans la ville de Mitie. C'est alors que les survivants viennent se réfugier à Liangshan.

## Subdivisions administratives
La préfecture autonome yi de Liangshan exerce sa juridiction sur dix-sept subdivisions - une ville-district, quinze xian et un xian autonome :
- la ville de Xichang - 西昌市 Xīchāng Shì ;
- le xian de Yanyuan - 盐源县 Yányuán Xiàn ;
- le xian de Dechang - 德昌县 Déchāng Xiàn ;
- le xian de Huili - 会理县 Huìlǐ Xiàn ;
- le xian de Huidong - 会东县 Huìdōng Xiàn ;
- le xian de Ningnan - 宁南县 Níngnán Xiàn ;
- le xian de Puge - 普格县 Pǔgé Xiàn ;
- le xian de Butuo - 布拖县 Bùtuō Xiàn ;
- le xian de Jinyang - 金阳县 Jīnyáng Xiàn ;
- le xian de Zhaojue - 昭觉县 Zhāojué Xiàn ;
- le xian de Xide - 喜德县 Xǐdé Xiàn ;
- le xian de Mianning - 冕宁县 Miǎnníng Xiàn ;
- le xian de Yuexi - 越西县 Yuèxī Xiàn ;
- le xian de Ganluo - 甘洛县 Gānluò Xiàn ;
- le xian de Meigu - 美姑县 Měigū Xiàn ;
- le xian de Leibo - 雷波县 Léibō Xiàn ;
- le xian autonome tibétain de Muli - 木里藏族自治县 Mùlǐ zàngzú Zìzhìxiàn.

## Population
| Ethnie    | Population recensement 2000 | Pourcentage |
| --------- | --------------------------- | ----------- |
| Han       | 2 121 231                   | 51,97 %     |
| Yi        | 1 813 683                   | 44,43 %     |
| Tibétains | 60 679                      | 1,49 %      |
| Mongols   | 27 277                      | 0,67 %      |
| Hui       | 18 385                      | 0,45 %      |
| Miao      | 11 912                      | 0,29 %      |
| Lisu      | 9 121                       | 0,22 %      |
| Bouyei    | 5 459                       | 0,13 %      |
| Naxi      | 5 199                       | 0,13 %      |
| Autres    | 8 751                       | 0,22 %      |

## Personnalités de la préfecture autonome
Le groupe de la minorité yi, Shanyingzuhe 山鹰组合, chantant en langue yi et en mandarin standard.